# Andy Dick

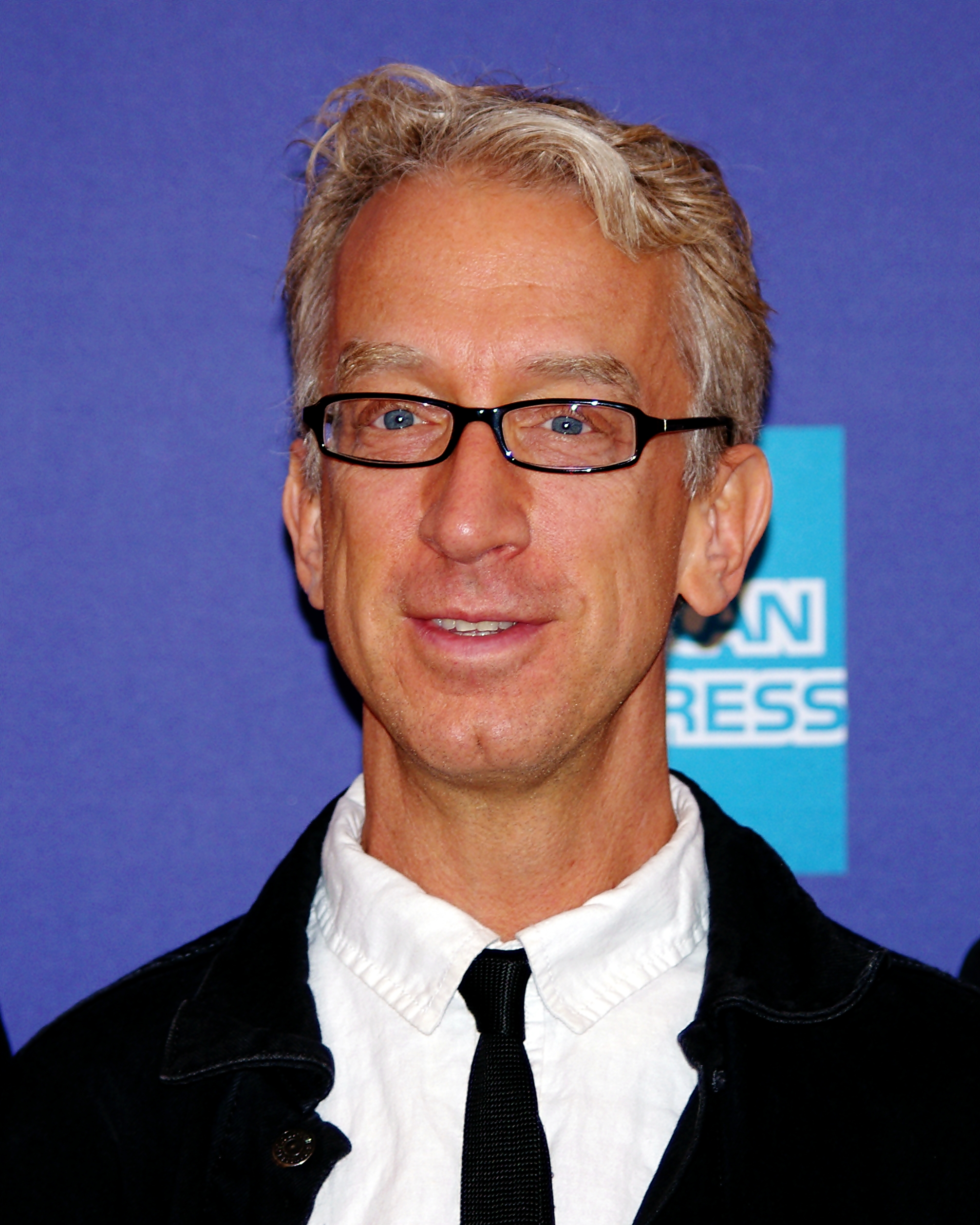
Andy Dick (2012)

Andrew Roane „Andy“ Dick (bürgerlicher Name; Andrew Thomlinson, * 21. Dezember 1965 in Charleston, South Carolina) ist ein US-amerikanischer Schauspieler und Komiker, der vorwiegend in Fernsehserien mitwirkt.

## Biographie
Andy Dick wurde nach seiner Geburt von Allen und Sue Dick adoptiert und wuchs bei ihnen auf. Sein Geburtsname ist Thomlinson. Bekannt wurde er durch die Rolle des Matthew Brock in NewsRadio.
In seiner MTV-Reality-Show The Assistant suchte er einen neuen persönlichen Assistenten und parodierte dabei Formate wie The Apprentice, Survivor, The Bachelor, und Fear Factor. Die Kandidaten mussten zum großen Teil absurde Aufgaben bewältigen. Obwohl es sich um eine satirische Sendung handelte, waren die 12 Kandidaten echt und die Gewinnerin, Melissa, wurde von MTV eingestellt.
Privat war Dick eng mit den verstorbenen Phil Hartman, Chris Farley und David Strickland befreundet. Er war wiederholt in öffentliche Kontroversen verwickelt und wurde mehrfach verklagt, unter anderem wegen sexueller Belästigung. Zudem stand Dick mehrere Male aufgrund von Drogendelikten vor Gericht.

## Filmografie
- 1989: Elvis Stories
- 1991: Earth Angel (TV)
- 1991: For the Boys
- 1992: The Ben Stiller Show (Fernsehserie)
- 1994: Die Nanny (01x13)
- 1994: Reality Bites – Voll das Leben (Reality Bites)
- 1994: Double Dragon
- 1994: In the Army Now – Die Trottel der Kompanie (In the Army Now)
- 1995: NewsRadio (Fernsehserie)
- 1995: Get Smart (TV-Serie)
- 1996: Cable Guy – Die Nervensäge (The Cable Guy)
- 1997: Bloody Wedding – Die Braut muss warten
- 1997: Who's the Caboose?
- 1998: Star Trek: Raumschiff Voyager (Fernsehserie, Folge Flaschenpost)
- 1998: Backstreet Boyz (TV-Produktion)
- 1998: Ted
- 1998: The Lion King II: Simba's Pride (Synchronstimme von Nuka)
- 1999: Inspektor Gadget (Inspector Gadget)
- 1999: Advice From a Caterpillar
- 2000: Ey Mann, wo is’ mein Auto? (Dude, Where's My Car?)
- 2000: Ich hab doch nur meine Frau zerlegt (Picking Up the Pieces)
- 2000: Road Trip
- 2000: Loser
- 2000: Sammy (Fernsehserie)
- 2000: Special Delivery (TV)
- 2000: The Independent
- 2001: Zoolander
- 2001: Go Fish (Fernsehserie)
- 2002: Less Than Perfect (Fernsehserie)
- 2003: Old School – Wir lassen absolut nichts anbrennen
- 2003: The Hebrew Hammer
- 2005: Die Rotkäppchen-Verschwörung (Hoodwinked!, Synchronstimme von Boingo)
- 2006: Employee of the Month
- 2006: Happy Fish – Hai-Alarm und frische Fische (Shark Bait, Stimme)
- 2007: Beim ersten Mal (Knocked Up)
- 2007: Blonde Ambition
- 2007: Es war k’einmal im Märchenland (Stimme)
- 2007: The Comebacks
- 2009: Funny People
- 2011: Das Rotkäppchen-Ultimatum (Hoodwinked Too! Hood vs. Evil, Synchronstimme von Boingo)
- 2013: 2 Broke Girls
- 2014: Sharknado 2
- 2017: Love (Fernsehserie)